# Hiroshige Yanagimoto
Hiroshige Yanagimoto (柳本 啓成, Yanagimoto Hiroshige) est un footballeur japonais né le 15 octobre 1972 dans la préfecture d'Osaka au Japon.